# Андре Мюффан
Андре Мюффан (фр. André Muffang; 25 липня 1897, Сен-Бріє, Франція — 1989, Париж, Франція) — французький шахіст, міжнародний майстер від 1951 року.

## Шахова кар'єра
Найвищого успіху у своїй кар'єрі досягнув у Ліллі 1931 року, здобувши титул чемпіона Франції в особистому заліку. Від 1927 до 1956 року чотири рази взяв участь у шахових олімпіадах, 1928 року здобувши срібну медаль в особистому заліку на 5-й шахівниці. Загалом на олімпіадах зіграв 63 партії, у яких здобув 35 очок.
1922 року переміг на турнірі що відбувся в Парижі. Наступного року виступив на сильному турнірі в Маргіті, поділивши 2-ге місце (позаду Ернста Ґрюнфельда, разом із, зокрема, Олександром Алехіним i Юхимом Боголюбовим, попереду Ріхарда Реті). У 1947 році захищав кольори національної збірної у матчі Франції проти Чехословаччини (здолав 1½ — ½ Карела Опоченського), у 1954 — проти Радянського Союзу (поступився ½ — 1½ Юрієві Авербаху), a в 1955 — проти Румунії (переміг 2 — 0 Октавіо Троянеску).